# Auffangwanne

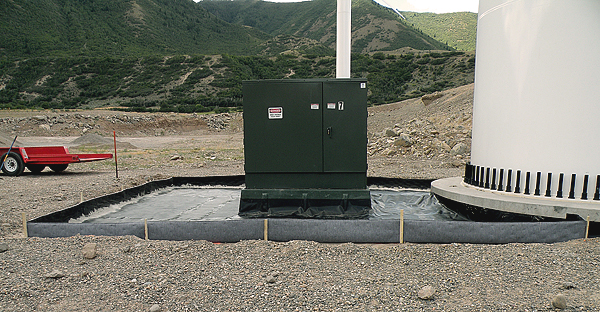
Auffangwanne aus Geotextil um einen Transformator in den USA.

Eine Auffangwanne ist eine Sicherheitsmaßnahme beim Umgang mit flüssigen wassergefährdenden Stoffen. Sie soll aus der Anlage bzw. dem Lagerbehälter austretende Stoffe auffangen (im Brandfall auch Löschwasser) und damit ihre Freisetzung in Erdreich oder Gewässer verhindern. Auffangwannen sind flüssigkeitsdichte Bauteile, nicht jedoch bauliche Einrichtungen oder Räume in Gebäuden. In Deutschland werden Auffangwannen vor allem aus Stahlbeton, Stahlblech, Edelstahl und Kunststoff (PE und GFK) hergestellt.

## Rechtsvorschriften
Die Notwendigkeit von Auffangräumen wird durch § 62 Wasserhaushaltsgesetz (WHG) und der dazu erlassenen Verordnung über Anlagen zum Umgang mit wassergefährdenden Stoffen (AwSV) bestimmt (dort Rückhalteeinrichtung, § 2 Abs. 16 AwSV ). Auffangwannen sind eine technische Variante zur Bereitstellung des erforderlichen Rückhaltevolumens. Wenn sie für Anlagen zum Lagern, Abfüllen und Umschlagen wassergefährdender Stoffe verwendet werden sollen, unterfallen sie den Regeln des Bauproduktengesetzes. Allgemein anerkannte Regel bezüglich der technischen Baubestimmungen für Auffangwannen aus Stahl mit einem Volumen bis 1000 Liter ist die Stahlwannenrichtlinie (StawaR). Für Kunststoff-Auffangwannen (in der Regel aus Polyethylen oder GFK gefertigt) existiert keine äquivalente technische Baubestimmung, allerdings wird die Übereinstimmung zu den Richtlinien StawaR für jedes Modell vom DIBt geprüft und mit dem sogenannten Ü-Symbol bestätigt.

## Ausführung der Wannen nach StawaR
Die StawaR ist unter Nr. 15.22 in der Bauregelliste A Teil 1 des Deutschen Instituts für Bautechnik gelistet. Damit gilt sie als eingeführte Technische Baubestimmung.
Auffangwannen aus Stahl werden hauptsächlich in industriellen und gewerblichen  Lageranlagen verwendet. Die wichtigsten Anforderungen der StawaR sind:
Die Wanne muss flüssigkeitsdicht sein. Sie muss beständig gegen den gelagerten Stoff sein und bei rostenden Stählen einen  Korrosionsschutz besitzen. Die Mindestwanddicken betragen bei Stahl 3 mm, bei Edelstahl 2 mm. Schweißkonstruktionen sind nur mit Eignungsnachweis des Schweißers zulässig.
Der Unterboden der Wanne muss auf Korrosion prüfbar sein und wird daher in aller Regel nicht direkt auf den Boden gesetzt (außer flache Wannen mit sicherem Korrosionsschutz oder die Korrosion ist ausgeschlossen wie z. B. bei Edelstahl unter Bedingungen einer spanenden Fertigung). Die meisten Auffangwannen sind in der Regel mit Füßen ausgestattet (beispielsweise Gabeltaschen für Staplerzinken), die die Unterfahrbarkeit der Wanne ermöglichen.
Die Wanne muss generell über 5 cm hoch sein und nach Austritt noch 2 cm Freibord über dem Flüssigkeitsspiegel haben. Beim Abdecken von solchen Wannen mit Rosten muss der Rost mit der Unterkante über der möglichen Höhe des Flüssigkeitsspiegels liegen.
Beim Biegen des Materials muss der Biegeradius größer als die Materialstärke sein, weil sonst die Wahrscheinlichkeit der Kaltverfestigung und Rissbildung steigt.
Für den hydrostatischen Druck wird ein statischer Nachweis gefordert, für andere Belastungsfälle (sonstige eingebrachte Kräfte) ein Belastungsversuch mit Sicherheitsfaktor 2.

### Übereinstimmungsnachweis
Die Wannen dürfen nur in Verkehr gebracht werden, wenn die Übereinstimmung mit den Anforderungen nachgewiesen wurde. Der Nachweis erfolgt in zwei Stufen:
- Erstprüfung durch eine anerkannte Prüfstelle: Für jedes Herstellerwerk ist die Einhaltung Anforderungen an die Auffangwanne und die Herstellung durch eine hierfür anerkannte Prüfstelle zu prüfen und in einem Prüfbericht zu dokumentieren.
- Werkseigene Produktionskontrolle: An jeder Auffangwanne sind folgende Prüfungen durchzuführen:
  - Bauprüfung auf Übereinstimmung mit Abschnitt 2.1 (3) bis (10) StawaR
  - Schweißnahtprüfung (Sichtprüfung)
  - Dichtheitsprüfung (Vakuumverfahren, Farbeindringverfahren; Ultraschall)
  - Kontrolle Korrosionsschutz (entfällt bei Edelstahl)

Im Rahmen des Übereinstimmungsnachweises wird die Beständigkeit gegenüber den Lagermedien nicht geprüft.

### Kennzeichnung der Wannen
Auffangwannen sind mit folgenden Daten dauerhaft zu kennzeichnen:
- Hersteller
- Herstelljahr und Seriennummer
- Werkstoff der Wanne
- Tragkraft der Wanne bzw. des Rostes
- Auffangvolumen (Gesamtvolumen -2 cm Freibord)
- Hinweis „Verwendung nach StawaR“
- Ü-Zeichen (nur bei Übereinstimmungsnachweis)

## Bemessung in Deutschland
Für die Bemessung der Größe von Auffangwannen ist die Verordnung über Anlagen zum Umgang mit wassergefährdenden Stoffen zu prüfen. Hierbei ist grundsätzlich der Rauminhalt des größten Behälters maßgebend, der auf den Auffangwannen gelagert wird; dabei müssen aber mindestens 10 % des Gesamtvolumens der Anlage zurückgehalten werden, sofern es sich um kein Wasserschutzgebiet handelt. In diesem Fall müssen 100 % des Gesamtvolumens der Anlage zurückgehalten werden.
- Beispiel 1: Sollen auf einer Auffangwanne zwei 60-Liter-Fässer gelagert werden, muss diese mind. ein Auffangvolumen von 60 Litern haben (maßgebend ist hier das Volumen des größten Behälters)
- Beispiel 2: Sollen auf einer Auffangwannen zwölf 60-Liter-Fässer gelagert werden, muss diese mind. ein Auffangvolumen von 72 Litern haben (maßgebend sind hier die 10 % des Gesamtvolumens)
- Beispiel 3: In einem Wasserschutzgebiet sollen vier 60-Liter Fässer gelagert werden, muss die Auffangwanne mind. ein Auffangvolumen von 240 Litern haben (maßgebend ist die Vorgabe, dass 100 % des Gesamtvolumens zurückgehalten werden)

## Bemessung in Österreich
Erfolgt die Lagerung in einwandigen ortsveränderlichen Behältern, so muss die Auffangwanne mindestens 75 % des Nenninhaltes aller in ihr gelagerten Behälter, jedenfalls jedoch den Nenninhalt des größten Behälters aufnehmen können.
Werden zur Lagerung ausschließlich bruchfeste ortsveränderliche Behälter aus metallischen Werkstoffen verwendet, so muss die Auffangwanne mindestens 50 % des Nenninhaltes aller in ihr gelagerten Behälter, jedenfalls jedoch den Nenninhalt des größten Behälters aufnehmen können.
Werden zur Lagerung ausschließlich bruchfeste händisch bewegbare Behälter aus metallischen Werkstoffen verwendet, so muss die Auffangwanne mindestens 30 % des Nenninhaltes aller in ihr gelagerten Behälter, jedenfalls jedoch den Nenninhaltes des größten Behälters aufnehmen können.
Bei der Lagerung im Wasserschutzgebiet muss das Auffangvolumen i. d. R. 100 % der Lagermenge betragen.